# Alfred Stingl (Komponist)
Alfred Stingl (* 29. Februar 1952 in Klagenfurt) ist ein österreichischer Komponist und Musikpädagoge.

## Leben
Alfred Stingl studierte ab dem Jahr 1970 am Kärntner Landeskonservatorium in Klagenfurt Klavier, Posaune, Perkussion, Musiktheorie und Musikerziehung. Im Jahr 1978 schloss er ebenda mit der staatlichen Lehramtsprüfung ab. Zudem studierte er an der Universität Innsbruck Germanistik, Geschichte und Musikwissenschaft, sowie ein Semester am Mozarteum Salzburg Komposition bei Helmut Eder. Den Großteil seines kompositorischen Wissens eignete er sich autodidaktisch an.
Seit dem Jahr 1978 unterrichtete Alfred Stingl am Kärntner Landeskonservatorium Klagenfurt Komposition sowie Theorie, Korrepetition und Klavier. Neben Konzerten im In- und Ausland hatte Stingl mehrere Sendungen und Produktionen für den Österreichischen Rundfunk (ORF). Seit dem 1. Oktober 2014 ist Alfred Stingl im Ruhestand.

## Auszeichnungen
- 1978: Stipendium der Alban Berg Stiftung[2]
- 1980: Förderungspreis für Musik der Kärntner Landesregierung[2]
- 1996: Förderungspreis für Musik des Bundeskanzleramts Österreich Kunst und Kultur[2]

## Werke
- Ensemble I – Quintett für Klarinette, Posaune, Schlagzeug, Klavier und Violoncello, op. 1 (1976/1977)[4]
- Zyklus für Klavier – für Klavier solo, op. 2 (1977)[4]
- Ensemble II – für Holzbläser, Blechbläser, Klavier, Schlagwerk und Streicher, op. 3 (1977/1978)[4]
- Chromatische Sonatine – für Klavier solo, op. 4 (1978)[4]
- Vier Inventionen für zwei Klarinetten in B – für Klarinetten duo, op. 5 (1978/1979)[4]
- Klarinettenquartett – für drei Klarinetten und Bassklarinette, op. 6 (1980/1981)[4]
- Streichquartett Nr. 1 – für zwei Violinen, Viola und Violoncello, op. 7 (1982/1983)[4]
- Konzert für Tenorposaune und Klavier – Duo, op. 8 (1983)[4]
- A-B-A – für Bläserquintett, op. 9 (1984)[4]
- Opus 10 – Duo für Altsaxophon und Klavier, op. 10 (1990)[4]
- Opus 11 – Konfrontationen für Orchester, op. 11 (1991)[4]
- Herbst – Musik nach drei japanischen Haikus für ein szenisches Konzert nach Texten von Matsuo Bashō, op. 12 (1992)[4]
- Rondeau bizarre de silence – Streichquintett für zwei Violinen, zwei Violen und Violoncello, op. 13 (1993)[4]
- Sauschlachten – Kammeroper nach Peter Turrini, op. 14 (1994)[4]
- [Neues Werk] – für Orgel solo, op. 15 (1997)[4]